# Te Amo Demais
Te Amo Demais é o quarto álbum de estúdio do cantor Leonardo, lançado em 2002. A faixa "Vem Sonhar" fez parte da trilha sonora da novela Esperança.
A faixa "Tudo Me Lembra Você" foi gravada originalmente pela dupla sertaneja Marlon & Maicon.

## Faixas
| N.º | Título                                    | Compositor(es)                                               | Duração |  |
| 1.  | "Te Amo Demais"                           | César Lemos / Karla Aponte                                   | 3:13    |  |
| 2.  | "Tudo Me Lembra Você (Mi Dios Y Mi Cruz)" | Donato Poveda / Estefano Salgado / Lucas Robles              | 4:07    |  |
| 3.  | "E Não Vou Mais Deixar Você Tão Só"       | Antonio Marcos                                               | 3:26    |  |
| 4.  | "Ei, Pissiu!!!"                           | Lucas Robles / Ney Matheus                                   | 2:55    |  |
| 5.  | "Do Fundo Do Meu Coração"                 | Erasmo Carlos / Roberto Carlos                               | 5:35    |  |
| 6.  | "Virtudes e Defeitos"                     | César Lemos / Karla Aponte                                   | 3:43    |  |
| 7.  | "Tua Sombra em Meu Caminho"               | Antonio Luiz / César Augusto                                 | 3:58    |  |
| 8.  | "Feito Tatuagem"                          | Antonio Carvalho / Elias Muniz                               | 3:53    |  |
| 9.  | "Seu"                                     | César Lemos                                                  | 3:51    |  |
| 10. | "Amarrado e Carimbado"                    | Dedé Badaró / Renato Cardoso                                 | 3:51    |  |
| 11. | "Pedaços de Paixão"                       | César Lemos / Karla Aponte                                   | 3:46    |  |
| 12. | "A Malvada (Esa Malvada)"                 | Arnaldo Saccomani / Jorge Jeandet / Marcelo Tovar            | 3:28    |  |
| 13. | "Viajei"                                  | Marcelão / Sergio Knust / Zeh Enrique                        | 4:31    |  |
| 14. | "Fome de Amor"                            | Gilmar / J Homero                                            | 2:37    |  |
| 15. | "Vem Sonhar (Parlami D'Amore Mariú)"      | Bixio / Evanil Bernardes / Marcelo Barbosa / Neri / Schiavon | 2:17    |  |

## Certificações
| País          | Certificação | Data | Certificado de vendas |
| ------------- | ------------ | ---- | --------------------- |
| Brasil - ABPD | 2× Platina   | 2003 | 500.000               |